# Alarik II

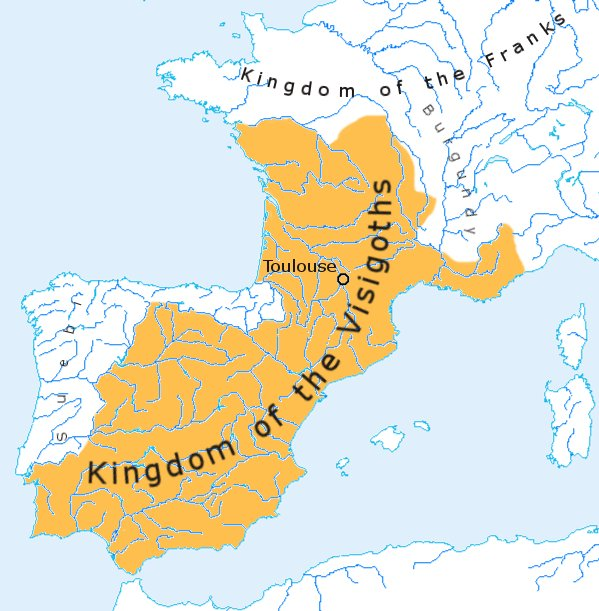
Alariks rike

Alarik II, död 507, var den åttonde visigotiske kungen i Spanien från år 484, då han efterträdde sin far Eurik.
Hans domäner omfattade inte bara Spanien, utom det nordvästra hörnet, utan även Akvitanien och större delen av Provence. Han tillhörde den arianska läran, men var tolerant mot katolikerna och tillät dem hålla synod i Agde 506.